# Erhard Peschke
Erhard Peschke (* 21. Juli 1907 in Berlin; † 19. Januar 1996 in Halle) war deutscher evangelischer Theologe und Professor für Kirchengeschichte.

## Leben
Nach Besuch des Gymnasiums in Berlin begann er ein Studium der Theologie in seiner Heimatstadt, später auch der Slawistik auf Anregung seines Doktorvaters Erich Seeberg. Promotion 1933 in Berlin und Habilitation in Breslau 1935. Die akademische Laufbahn als Dozent und Professor für Kirchengeschichte wurde durch die Einberufung zur Wehrmacht von 1939 bis 1945 unterbrochen. Er bekleidete nach einem Pfarramt in Apollensdorf bei Wittenberg den Lehrstuhl für Kirchen- und Dogmengeschichte an der Universität Rostock von 1951 bis 1959 und wirkte ab 1959 an der Universität Halle bis zur Emeritierung 1972.
Forschungsschwerpunkte waren die Böhmischen Brüder, vermittelt über Seeberg, und der hallesche Pietismus mit Arbeiten über August Hermann Francke sowie Quelleneditionen über Francke.
1959 erhielt er von der Theologischen Fakultät der Martin-Luther-Universität die Ehrendoktorwürde für seine Forschungen zu den Böhmischen Brüdern verliehen. Bei Gründung der Historischen Kommission zur Erforschung des Pietismus wurde Peschke als Vorsitzender der Sektion Ost berufen.
Peschke erhielt 1994 für seine Verdienste um die Francke-Forschung einen August-Hermann-Francke-Preis.

## Werke
- Die Theologie der Böhmischen Brüder in ihrer Frühzeit: das Abendmahl (Dissertation 1935), Stuttgart Kohlhammer 1935, 2. Aufl. 1940.
- Die Böhmischen Brüder im Urteil ihrer Zeit. Evangelische Verlagsanstalt, Berlin 1964.
- Kirche und Welt in der Theologie der Böhmischen Brüder: vom Mittelalter zur Reformation. Evang. Verlagsanstalt, Berlin 1981.
- Studien zur Theologie August Hermann Franckes Band I und II, Evang. Verlagsanstalt, Berlin, 1964 und 1966.
- Bekehrung und Reform. Ansatz und Wurzeln der Theologie August Hermann Franckes. Bielefeld 1977 (Arbeiten zur Geschichte des Pietismus Band 15).
- (Hrsg.): Texte zur Geschichte des Pietismus Abteilung II: August Hermann Francke: Schriften und Predigten (1981, 1987 und 1989), Streitschriften, Predigten I+II, posthum: Schriften zur Biblischen Hermeneutik I, 2003.
- Die Theologie August Hermann Franckes, Bad Wildbad Verlag Linea, 2007, ISBN 978-3-939075-14-1.